# Шумахер, Харальд
Ха́ральд Анто́н (То́ни) Шума́хер (нем. Harald "Toni" Schumacher; род. 6 марта 1954[…], Дюрен, Северный Рейн-Вестфалия) — немецкий футболист, вратарь. Чемпион Европы 1980 года, серебряный призёр чемпионатов мира 1982 и 1986 годов, участник чемпионата Европы 1984 года. Лучший футболист ФРГ 1984 и 1986 годов.

## Биография
Родился в городе Дюрен. Футбольную карьеру начал в 1962 году в местной любительской команде «Шварц-Вайс».
В 1972 году перешёл в футбольный клуб «Кёльн», с которым выиграл чемпионат ФРГ в 1978 году, и три кубка ФРГ в 1977, 1978 и 1983 годах.
Происхождение прозвища Шумахера «Тони» иногда связывают с именем легендарного вратаря «Кельна» Тони Шумахера, который стал чемпионом Германии с «Кёльном» в сезоне 1963/64. В своей книге «Anpfiff» Харальд пишет, что прозвище произошло от его второго имени Антон и от имени вратаря сборной, участвовавшей в чемпионате мира 1954 года, Тони Турека. Ещё одной версией происхождения является такая: его одноклубником в «Кёльне» был защитник Харальд Конопка, и чтобы не возникало недопонимания, когда кто-то из партнёров по команде кричал «Харальд», другой его одноклубник Хайнц Зиммет дал ему прозвище «Тони».
В 1979 году был впервые вызван в национальную сборную и вскоре полностью заменил на этом посту легендарного Зеппа Майера. В составе сборной стал победителем чемпионата Европы 1980 года, который проходил в Италии. На чемпионатах мира в 1982 году в Испании, и в 1986 году в Мексике Шумахер стал серебряным призёром. Также на чемпионате мира 1986 года Шумахер был признан лучшим вратарём.
В полуфинале чемпионата мира 1982 года против сборной Франции Шумахер нанёс тяжелейшую травму Патрику Баттистону, который получил перелом шейных позвонков и потерял два зуба. Позже Шумахер публично извинился перед Баттистоном, и тот принял извинения.
В 1987 году Шумахер был вынужден завершить карьеру в сборной в связи со скандалом: в своей книге «Свисток» он высказывал мнение о допинге в национальной сборной ФРГ. Футбольный клуб «Кёльн», за который Шумахер на тот момент выступал, также отрицательно отреагировал на эту публикацию, разорвав контракт с голкипером. В этой книге Шумахер, в частности, предал огласке тот факт, что во время матча Кубка УЕФА 1984/85 между «Кёльном» и московским «Спартаком» немцы принимали допинг, благодаря чему выиграли в домашнем матче со счётом 2:0 и прошли дальше.
После ухода из «Кёльна» Шумахер провёл сезон 1987/88 в «Шальке 04», а затем перешёл в турецкий «Фенербахче». Там Тони стал любимцем местной публики. В первом же сезоне он получил капитанскую повязку и выиграл чемпионат Турции.
В 1991 году Шумахер вернулся в Германию. Он перешёл в мюнхенскую «Баварию», которой был необходим вратарь, поскольку и основной голкипер клуба Раймонд Ауман, и его сменщик Свен Шойер получили травмы. Всего за «Баварию» Тони отыграл 8 матчей, и по итогам первенства команда заняла 10 место.
7 августа 1994 года, спустя 8 лет после завершения международной карьеры, Шумахер принял участие в матче сборная мира — сборная России, приуроченном к проведению Игр доброй воли в Санкт-Петербурге. Матч закончился со счётом 2:1 в пользу сборной России.
В последнем туре сезона 1995/96, будучи тренером вратарей, Шумахер сыграл три минуты за дортмундскую «Боруссию», ставшую к тому времени чемпионом Германии. Для него этот матч стал последним, 464-м, проведённым в Бундеслиге.
После окончания игровой карьеры Шумахер некоторое время был футбольным тренером. В 1999 году был уволен с поста тренера кёльнской «Фортуны» в перерыве матча с «Вальдхофом». С 2012 по 2019 год являлся вице-президентом клуба «Кёльн».
Футболист был дважды женат, у него есть сын и две дочери.

## Достижения

### Командные
Сборная ФРГ
- Чемпион Европы: 1980
- Серебряный призёр чемпионата мира (2): 1982, 1986

«Кёльн»
- Чемпион ФРГ: 1978
- Серебряный призёр чемпионата ФРГ (2): 1973, 1982
- Бронзовый призёр чемпионата ФРГ: 1985
- Обладатель Кубка ФРГ (3): 1977, 1978, 1983
- Финалист Кубка ФРГ (2): 1973, 1980
- Финалист Кубка УЕФА: 1985/86
- Итого: 4 трофея

«Фенербахче»
- Чемпион Турции: 1988/89
- Серебряный призёр чемпионата Турции: 1989/90
- Финалист Кубка Турции: 1989
- Обладатель Суперкубка Турции: 1990
- Итого: 2 трофея

«Боруссия» (Дортмунд)
- Чемпион Германии: 1996

### Личные
- Футболист года в ФРГ (2): 1984, 1986
- Футболист года в Турции (2): 1988, 1989
- Обладатель «Серебряного мяча» чемпионата мира: 1986
- Обладатель приза «Золотые перчатки» чемпионата мира: 1986
- Входит в состав символической сборной по итогам чемпионата Европы по версии УЕФА: 1984[4]
- Входит в символическую сборную чемпионата мира: 1986